# Diuris aequalis
Diuris aequalis är en orkidéart som beskrevs av Ferdinand von Mueller och Robert Desmond David Fitzgerald. Diuris aequalis ingår i släktet Diuris och familjen orkidéer.
Artens utbredningsområde är New South Wales. Inga underarter finns listade i Catalogue of Life.